# Lobomykoza

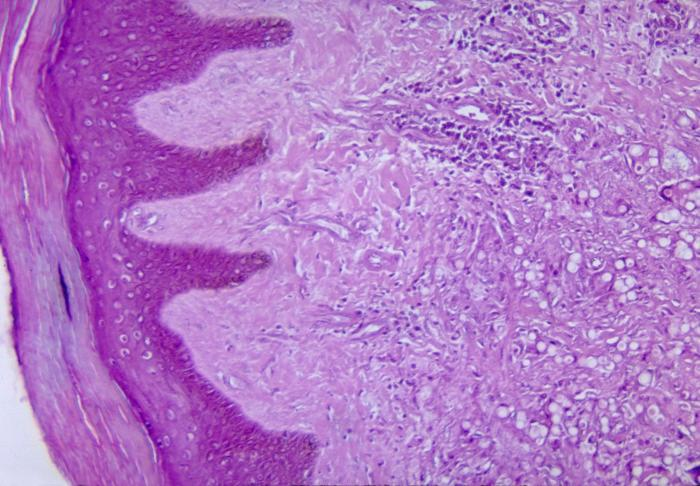
Preparat histopatologiczny skóry zakażonej lobomykozą

Lobomykoza (ang. Lobo’s disease, lobomycosis, lacaziosis) – przewlekłe zakażenie ograniczone do skóry, wywołane przez grzyb Paracoccidioides loboi (wcześniej nazywany Loboa loboi). Po raz pierwszy jednostka chorobowa została opisana przez Jorge Lobo w 1939 (stąd inna nazwa, choroba Lobo). Wśród rdzennych mieszkańców Amazonii znana była wcześniej pod nazwami miraip i piraip.
W swoich pierwszych badaniach Lobo stwierdził występowanie okrągłych o podwójnym zarysie, komórek grzyba, które rozmnażały się przez pączkowanie i nie wywoływały zakażeń u zwierząt laboratoryjnych. Przez niektórych badaczy grzyby te były utożsamiane z Paracoccidioides brasilensis.
Grzyb dostaje się do organizmu przez uszkodzone powłoki ciała, rozwija się in situ przez nieokreślony czas, po czym atakuje tkankę podskórną. Pierwszą zmianą jest brodawka lub mała grudka. Liczba guzków powiększa się, guzki rosną i zlewają się, w wyniku czego powstaje guzowata zmiana chorobowa. Zakażenie może szerzyć się drogą naczyń chłonnych, zwłaszcza u osób starszych. Niektóre guzki mogą mieć przetoki, przez które wydostaje się masłowata wydzielina, zawierająca duże ilości komórek grzyba. Mogą pojawiać się owrzodzenia. Lobomyces kolonizuje skórę w najchłodniejszych okolicach ciała: na kończynach, policzkach i pośladkach.
Chorują najczęściej mężczyźni w wieku 30–40 lat, starsi rzadziej, a kobiety 7-9 razy rzadziej. Choroba rzadko występuje u dzieci i młodzieży. Dotychczas opisano kilkaset przypadków, większość z nich dotyczyła osób pozostających w częstym kontakcie z wodą (górnicy, rybacy, zbieracze kauczuku lub orzechów itp.). Większość znanych przypadków pochodzi z terenu Amazonii, Brazylii i Surinamu. Zachorowania stwierdzono w Kolumbii, Wenezueli, Kostaryce, Panamie, Meksyku i Gujanie Francuskiej.
Lobomykoza występuje również u butlonosów. Choroba zajmuje skórę głowy, trzonu ogona, płetw ogonowych, piersiowych i grzbietowych. W styczniu 2006 opisano epidemię lobomykozy u delfinów z Indian River Lagoon na Florydzie.
Rokowanie co do życia jest dobre. Przebieg choroby jest powolny i przewlekły, nigdy nie zanika samoistnie.